# Wrecked – Voll abgestürzt!/Episodenliste
Diese Episodenliste enthält alle Episoden der US-amerikanischen Comedy-Fernsehserie Wrecked – Voll abgestürzt!, sortiert nach der US-amerikanischen Erstausstrahlung. Zwischen 2016 und 2018 entstanden in drei Staffeln insgesamt 30 Episoden mit einer Länge von jeweils etwa 22 Minuten.

## Übersicht
| Staffel | Episodenanzahl | Erstausstrahlung USA | Erstausstrahlung USA | Deutschsprachige Erstausstrahlung | Deutschsprachige Erstausstrahlung |
| Staffel | Episodenanzahl | Staffelpremiere      | Staffelfinale        | Staffelpremiere                   | Staffelfinale                     |
| ------- | -------------- | -------------------- | -------------------- | --------------------------------- | --------------------------------- |
| 1       | 10             | 14. Juni 2016        | 2. August 2016       | 5. August 2016                    | 29. September 2016                |
| 2       | 10             | 20. Juni 2017        | 22. August 2017      | 10. Juli 2017                     | 4. September 2017                 |
| 3       | 10             | 7. August 2018       | 2. Oktober 2018      | 13. November 2018                 | 11. Dezember 2018                 |

## Staffel 1
Die Erstausstrahlung der ersten Staffel war vom 14. Juni bis zum 2. August 2016 auf dem US-amerikanischen Kabelsender TBS zu sehen. Die deutschsprachige Erstausstrahlung sendete der deutsche Pay-TV-Sender TNT Comedy vom 5. August bis zum 29. September 2016.
| Nr. (ges.) | Nr. (St.) | Deutscher Titel                      | Originaltitel                    | Erstausstrahlung USA | Deutschsprachige Erstausstrahlung (D) | Regie           | Drehbuch                        | Zuschauer (USA) |
| ---------- | --------- | ------------------------------------ | -------------------------------- | -------------------- | ------------------------------------- | --------------- | ------------------------------- | --------------- |
| 1          | 1         | Überleben ist anstrengend            | All Is Not Lost                  | 14. Juni 2016        | 5. Aug. 2016                          | James Griffiths | Jordan Shipley & Justin Shipley | 1,648 Mio.      |
| 2          | 2         | Ruhe in Frieden, Callaway Hinkle     | Rest in Peace, Callaway Hinkle   | 14. Juni 2016        | 5. Aug. 2016                          | James Griffiths | Jordan Shipley & Justin Shipley | 1,208 Mio.      |
| 3          | 3         | Den wollte ich immer schon mal sehen | Always Meant to See That         | 21. Juni 2016        | 12. Aug. 2016                         | Stuart McDonald | Chris Kula                      | 1,366 Mio.      |
| 4          | 4         | Das stille Örtchen                   | The Community Pile               | 28. Juni 2016        | 19. Aug. 2016                         | Stuart McDonald | Ben Dougan                      | 1,220 Mio.      |
| 5          | 5         | Tubthumping                          | Tubthumping                      | 5. Juli 2016         | 26. Aug. 2016                         | Jeff Tomsic     | Chris Kula                      | 1,375 Mio.      |
| 6          | 6         | Das Phantom                          | The Phantom                      | 12. Juli 2016        | 2. Sep. 2016                          | Stuart McDonald | Carol Kolb                      | 1,145 Mio.      |
| 7          | 7         | Der Prozess                          | The Trial                        | 19. Juli 2016        | 9. Sep. 2016                          | Ryan Case       | Rosa Handelman                  | 1,244 Mio.      |
| 8          | 8         | Die Abenteuer von Beth und Lamar     | The Adventures of Beth and Lamar | 26. Juli 2016        | 16. Sep. 2016                         | Stuart McDonald | Clay Lapari & Erin Mitchell     | 1,221 Mio.      |
| 9          | 9         | Javier und die Gang                  | Javier and the Gang              | 2. Aug. 2016         | 23. Sep. 2016                         | Todd Biermann   | Jordan Shipley & Justin Shipley | 1,166 Mio.      |
| 10         | 10        | Cop Tricks                           | Cop Tricks                       | 2. Aug. 2016         | 29. Sep. 2016                         | Todd Biermann   | Jordan Shipley & Justin Shipley | 0,918 Mio.      |

## Staffel 2
Die Erstausstrahlung der zweiten Staffel war vom 20. Juni bis zum 22. August 2017 auf dem US-amerikanischen Kabelsender TBS zu sehen. Die deutschsprachige Erstausstrahlung sendete der deutsche Pay-TV-Sender TNT Comedy vom 10. Juli bis zum 4. September 2017.
| Nr. (ges.) | Nr. (St.) | Deutscher Titel          | Originaltitel         | Erstausstrahlung USA | Deutschsprachige Erstausstrahlung (D) | Regie             | Drehbuch                        | Zuschauer (USA) |
| ---------- | --------- | ------------------------ | --------------------- | -------------------- | ------------------------------------- | ----------------- | ------------------------------- | --------------- |
| 11         | 1         | Lösegeld                 | Ransom                | 20. Juni 2017        | 10. Juli 2017                         | Ian Fitzgibbon    | Jordan Shipley & Justin Shipley | 1,205 Mio.      |
| 12         | 2         | Die Verhandlung          | Poison                | 20. Juni 2017        | 10. Juli 2017                         | Ian Fitzgibbon    | Anthony King                    | 0,855 Mio.      |
| 13         | 3         | Der Kaiman               | Caiman                | 27. Juni 2017        | 17. Juli 2017                         | Maurice Marable   | Shaun Diston                    | 1,016 Mio.      |
| 14         | 4         | Die Ärztin               | Tony Pepperoni        | 11. Juli 2017        | 24. Juli 2017                         | Sarah Adina Smith | Chris Kula                      | 0,874 Mio.      |
| 15         | 5         | Das unmoralische Angebot | No One Rides For Free | 18. Juli 2017        | 31. Juli 2017                         | Maurice Marable   | Celeste Ballard                 | 0,935 Mio.      |
| 16         | 6         | Der Aufstand             | Sister Mercy          | 25. Juli 2017        | 7. Aug. 2017                          | Sarah Adina Smith | Anthony King                    | 0,975 Mio.      |
| 17         | 7         | Die Sauberen             | Cruise-ifornication   | 1. Aug. 2017         | 14. Aug. 2017                         | Emile Levisetti   | Chris Kula                      | 1,080 Mio.      |
| 18         | 8         | Die Hochzeit             | Speed                 | 8. Aug. 2017         | 21. Aug. 2017                         | Jim Field Smith   | Lauren McGuire                  | 0,999 Mio.      |
| 19         | 9         | Der Verdächtige          | The Setup             | 15. Aug. 2017        | 28. Aug. 2017                         | Jim Field Smith   | Jordan Shipley & Justin Shipley | 1,013 Mio.      |
| 20         | 10        | Der wahre Nerd           | Nerd Speak            | 22. Aug. 2017        | 4. Sep. 2017                          | James Griffiths   | Jordan Shipley & Justin Shipley | 1,076 Mio.      |

## Staffel 3
Die Erstausstrahlung der dritten Staffel war vom 7. August bis zum 2. Oktober 2018 auf dem US-amerikanischen Kabelsender TBS zu sehen. Die deutschsprachige Erstausstrahlung sendete der deutsche Pay-TV-Sender TNT Comedy vom 13. November bis zum 11. Dezember 2018.
| Nr. (ges.) | Nr. (St.) | Deutscher Titel                    | Originaltitel           | Erstausstrahlung USA | Deutschsprachige Erstausstrahlung (D) | Regie           | Drehbuch                                    | Zuschauer (USA) |
| ---------- | --------- | ---------------------------------- | ----------------------- | -------------------- | ------------------------------------- | --------------- | ------------------------------------------- | --------------- |
| 21         | 1         | Buschmann                          | Bush Man                | 7. Aug. 2018         | 13. Nov. 2018                         | Jim Field Smith | Jordan Shipley & Justin Shipley             | 0,868 Mio.      |
| 22         | 2         | Kotze und Zigarren                 | Puke & Cigars           | 14. Aug. 2018        | 13. Nov. 2018                         | Jim Field Smith | Chris Kula                                  | 0,980 Mio.      |
| 23         | 3         | Die Namen der Beute                | Six Feet                | 21. Aug. 2018        | 20. Nov. 2018                         | Justin Shipley  | Jordan Shipley, Justin Shipley & Chris Kula | 0,982 Mio.      |
| 24         | 4         | Die brustlose Königin              | A Game of Chest         | 28. Aug. 2018        | 20. Nov. 2018                         | Justin Shipley  | Lauren McGuire                              | 0,855 Mio.      |
| 25         | 5         | Henkersmahlzeit                    | Last Meal               | 4. Sep. 2018         | 27. Nov. 2018                         | Amy York Rubin  | Shaun Diston                                | 0,899 Mio.      |
| 26         | 6         | Auf die Plätze, fertig, tot!       | Hunt Day                | 11. Sep. 2018        | 27. Nov. 2018                         | Alethea Jones   | Lyle Friedman                               | 0,892 Mio.      |
| 27         | 7         | Gesucht und gefunden               | Ballers                 | 18. Sep. 2018        | 4. Dez. 2018                          | Alethea Jones   | Celeste Ballard                             | 0,910 Mio.      |
| 28         | 8         | Der dunkle Prinz kehrt zurück      | The Dark Prince Returns | 25. Sep. 2018        | 4. Dez. 2018                          | Jim Field Smith | Charlie Fay & Isaac Jay                     | 0,792 Mio.      |
| 29         | 9         | Wer zuletzt rächt, rächt am besten | Mrs. Stanwick           | 2. Okt. 2018         | 11. Dez. 2018                         | Jim Field Smith | Chris Kula                                  | 0,734 Mio.      |
| 30         | 10        | Die Insel-Familie                  | The Island Family       | 2. Okt. 2018         | 11. Dez. 2018                         | James Griffiths | Jordan Shipley & Justin Shipley             | 0,549 Mio.      |